# La Loupiote (film, 1937)
Pour plus de détails, voir Fiche technique et Distribution.
La Loupiote est un film français coréalisé par Jean Kemm et Jean-Louis Bouquet, sorti en 1937.

## Fiche technique
- Titre : La Loupiote
- Réalisation : Jean Kemm et Jean-Louis Bouquet
- Scénario et dialogues : Henri Dupuy-Mazuel et Jean-Louis Bouquet, d'après le roman éponyme d'Aristide Bruant et Arthur Bernède, paru chez Tallandier en 1908.
- Photographie : Georges Asselin
- Montage : Mireille Bessette
- Musique : Maurice Yvain, Charles L. Pothier, Faustin Jeanjean
- Son : André Aspard
- Société de production : Les Films artistiques français
- Société de production : Les Films J. Sefert
- Pays d'origine :  France
- Format : Noir et blanc — 35 mm — 1,37:1 — Son : Mono
- Genre : Film dramatique
- Durée : 87 minutes
- Date de sortie : France, 22 janvier 1937

## Distribution
- Pierre Larquey : le père Ballot
- Suzanne Rissler : Mme Valcourt
- Gaby Triquet : Germaine, dite « la loupiote »
- Jeanne Fusier-Gir : la mère Ballot
- Ginette Leclerc : Thérèse « la sauterelle »
- Robert Pizani : Maxime
- Georges Prieur : Valcour
- Teddy Parent : « Mort-aux-Vaches »
- Jean Martinelli : Jacques Cernay
- Lucien Gallas : Charlot
- Myno Burney
- Janine Darcey
- Franck Maurice
- René Lacourt
- Serge Grave
- Jean Sylvain